# Hoplophthiracarus kugohi
Hoplophthiracarus kugohi är en kvalsterart som beskrevs av Aoki 1959. Hoplophthiracarus kugohi ingår i släktet Hoplophthiracarus och familjen Phthiracaridae. Inga underarter finns listade i Catalogue of Life.